# سياسة اليمن
سياسة اليمن نظام جمهوري تمثيلي ديموقراطي يكون فيه الرئيس رأس الدولة ورئيس الوزراء (الذي يعين من الرئيس) رئيسا للحكومة على الرغم من أن هذا هو النظام الأساسي للحكم إلا أن اليمن ولمدة سنة كان يحكم من قبل حزب واحد هو حزب المؤتمر الشعبي العام بقيادة علي عبد الله صالح السلطة التنفيذية بيد الحكومة والسلطة التشريعية تخضع لتداول الحكومة ومجلس النواب اليمني والسلطة التشريعيةمستقلة كما ينص الدستور إلا أن هناك فسادا وتدخلا من قبل السلطات التنفيذية المدة الرئاسية التي ينص عليها الدستور هي سبع سنوات وست سنوات للنائب وحق التصويت مكفول لكل مواطن فوق 18 سنة

## الدستور
دستور اليمن هو الدستور أو القانون الذي يحدد نظام الحكم في اليمن، تم الاستفتاء عليه في 15 مايو و16 مايو من عام 1991م، وهو يعرف اليمن كدولة عربية إسلامية مستقلة ذات سيادة، وأن الإسلام دين الدولة ومصدر جميع التشريعات.
أجريت علية تعديلات في فبراير 2001 م لتمديد فترة رئيس الجمهورية إلى سبع سنوات وتمديد فترة مجلس النواب إلى 6 سنوات، وزيادة وتوسيع سلطة مجلس الشورى.
بسبب ثورة الشباب اليمني من المتوقع ان يعيد الرئيس عبد ربه منصور هادي صياغة الدستور اليمني في الفترة 2012 - 2014 م.

## الوضع

### فترة صالح
قام النظام اليمني في فترة رئاسة علي عبد الله صالح (1978 - 2012) في جانبه السياسي على العائلة والقرابة والولاء وتبادل المنافع، ويقوم أمنه على التوافق والصفقات، بحكم أن ملكية السلاح متاحة بأيدي الناس وليست حكرا على الدولة، ويقوم اقتصاده على الريع واحتكار الثروة وتوزيعها وفق الخريطة السياسية التي يزكيها النظام أو تتلاءم مع حاجاته للبقاء والاستمرار، ويتسم اجتماعه على التقابل بين القبلي والمدني (أي غير القبلي) وبين الشمالي والجنوبي.
ويشهد اليمن أيضا فوارق طبيعية ومفتعلة بين شماله وجنوبه حتى باتت تمثل خطرا شديدا على وحدة البلاد، ولا يمكن إغفالها بغض النظر عن الموقف من دعاة «فك الارتباط» أو «الانفصال»، وهناك «الحروب الداخلية» المتوالية مع الحوثيين التي يشير مجرد وصفها «بالحروب» إلى أن الدولة هي في أوهن حالاتها.
هناك تغيير يلوح في الأفق، حيث يشهد اليمن بأحزابه ومعظم شرائحه وفئاته حراكا شعبيا جامعا في ثورة الشباب اليمنية، كان من نتائجه تقلص الحواجز الاجتماعية وتراجع المطالب الخاصة لتتقدم بدلا من ذلك المطالب الموحدة التي رفعت في الساحات تحت عنوان «ثورة شعبية» لا زالت مستمرة نسبياً في 2013 ، وبغض النظر عن النتيجة التي ستنتهي إليها الثورة فإن ما بعدها لن يكون مثل ما قبلها من حيث المبدأ، ولكن حتما يتوقف المشهد المستقبلي للبلد وإلى حد بعيد على السلوك الذي سيتبعه الفاعلون غير الرسميين في المرحلة الجديدة، خاصة أن جل برامجهم وتجاربهم وتوجهاتهم تنتمي إلى المرحلة السابقة على الثورة.

## السلطات

### السلطة التنفيذية
ينتخب الرئيس عبر انتخابات مباشرة لمدة سنوات ويقوم بتعيين نائب الرئيس ورئيس الوزراء ونائب رئيس الوزراء قامت انتخابات توافقية في 12 فبراير 1012 قاطعها الحوثيون وأنصار الحراك وكان عبد ربه منصور هادي المرشح الوحيد للرئاسة وكان هدف الانتخابات إنهاء حكم الرئيس صالح رسميا وعين محمد سالم باسندوة رئيسا للوزراء
| المكتب       | الاسم              | الحزب                | منذ            |
| ------------ | ------------------ | -------------------- | -------------- |
| الرئيس       | عبد ربه منصور هادي | المؤتمر الشعبي العام | 23 نوفمبر 2011 |
| رئيس الوزراء | محمد باسندوة       | مستقل                | 7 ديسمبر 2011  |

منذ أن أصبح علي عبد الله صالح رئيساً عام 1978، ترأس مختلف الحكومات من خلال حزب المؤتمر الشعبي العام. هيمن المؤتمر الشعبي العام على سياسات اليمن منذ تأسيسه عام 1990، مما جعل اليمن دولة الحزب الواحد عملياً. وبعد الوحدة اليمنية عام 1990، تقاسم صالح بعض السلطة مع الحزب الاشتراكي اليمني المسيطر في اليمن الجنوبي، إلى أن اندلعت حرب الانفصال قصيرة الأمد والفاشلة في اليمن الجنوبي عام 1994. وبعد انتخابات عام 1994، شكل حزب صالح، المؤتمر الشعبي العام، وهو ائتلاف واسع مع التجمع اليمني للإصلاح المحافظ، الحزب المعارض الأقوى. وترأس حزب المؤتمر الشعبي العام الحكومة وحده منذ انتخابات عام 1997 والانتخابات الأخيرة عام 2003، في حين استمر تعيين مرشحي الحزب الاشتراكي اليمني والإصلاح في بعض المناصب الوزارية أو كرؤساء مجالس النواب.

### السلطة التشريعية
مجلس النواب يقوم بالمهام التشريعية وهو مؤلف من 301 نائب ينتخبون مباشرة كممثلين عندوائرهم الإنتخابية. في مايو 1997 قام علي عبد الله صالح بتشكيل مجلس شورىيعين جميع أفراده من قبله دون انتخابات ويشار للمجلس بمجلس النواب الأعلى ويبلغ عدد أعضائه 133 عضوا
قد تكون اليمن البلد الأكثر فقراً والأقل نمواً في الشرق الأوسط، إلا أنها تتضمن أطول التقاليد الديمقراطية «على الطريقة الغربية» في المنطقة. أجرت الجمهورية العربية اليمنية انتخابات قبل الوحدة اليمنية. ومنذ ذلك الحين تعتبر الانتخابات حرة «بشكل معقول» و «نزيهة جزئياً»، مع أن المفاوضات الغامضة والفساد دائماً ما تلعب دوراً كبيراً. جرت الانتخابات البرلمانية عام 1993 و1997 و2003 مع نسبة إقبال بلغت 73% (ستة ملايين ناخب) عام 2003، والتي انخفضت إلى 65% في الانتخابات الرئاسية عام 2006.
هيمن حزب الرئيس صالح السياسي، المؤتمر الشعبي العام، على 301 مقعداً من المقاعد البرلمانية منذ تأسيسه، حاصلاً على أغلبية متزايدة من الأصوات. إلا أن هذه الأغلبية محجوبة بالعدد الكبير للمرشحين «المستقلين»، والذين غالباً ما كان يتم ضمهم إلى ائتلاف المؤتمر الشعبي العام بعد أن يتم انتخابهم. تم تأجيل الانتخابات البرلمانية التي كان من المقرر إجراؤها في نيسان/أبريل عام 2009 نتيجة ما أسماه المؤتمر الشعبي العام بـ «الأزمة السياسية»، وذلك في أعقاب إعلان مقاطعة الانتخابات من قبل المعارضة.

### السلطة القضائية
تنص المادة الثالثة من الدستور اليمني أن الشريعة الإسلامية هي المصدر الرئيسي للتشريع وعلى هذا الأساس تتم المناقشة والجدال في المحاكم اليمنية على أسس دينية ويحدث اختلاف نتيجة التفسيرات المختلفة للقرآن والسنة. عدد كبير من القضاة والمستشارين في اليمن رجال دين في الأساس  يقسم القضاء اليمني إلى ثلاثة مستويات:
- المحكمة الابتدائية
- محكمة الاستئناف
- المحكمة العليا

لا يوجد هيئة للمحلفين وأغلب المحاكمات علنية ويحق لكل المتهمين استئناف الأحكام وسجلت عدد من قضايا التمييز ضد النساء في المحاكم

## الأحزاب السياسية
التعددية الحزبية في اليمن مكفولة بالدستور، أهم الأحزاب السياسية في اليمن هي حزب المؤتمر الشعبي العام وتكتل أحزاب اللقاء المشترك الذي يضم حزب التجمع اليمني للإصلاح والحزب الاشتراكي اليمني وخمسة أحزاب أخرى.

## العلاقات الخارجية
أبقى الحكم الإمامي اليمن منعزلا عن العالم لفترة طويلة وعلاقة اليمن بالسعودية هي الأهم من بين علاقاته مع باقي الدول وعلل المراقبون التدخلات السعودية في اليمن لسببين رئيسيين
- يمن موحد قد يشكل تحديا للهيمنة السعودية على شبه الجزيرة العربية ودافعا لليمنيين لنقض المعاهدة التي تمت عام 1934 وأثرت السعودية على قرارات شمال اليمن لأعوام 1972 -73 , 79 و 80 لنقض اتفاقيات الوحدة.
- تعمل الرياض على منع أي قوة أجنبية من بناء قواعد لها في اليمن وتفضل الرياض أن تبقى طبيعة الأنظمة ملكية في الجزيرة العربية وتعمل على استمالة مشايخ قبليين في اليمن لإبقاء النظام اليمني صديقا وحليفا لها.

و في عام 1973 عندما سئل جوزيف سيسكو، أحد كبار المسؤولين في وزارة الخارجية الأمريكية، عما إذا كانت صفقة السلاح المقترحة حينها تهديدا لإسرائيل أجاب بقوله:«السعودية تنظر للجنوب لا الشمال»
و يغلب على العلاقات السعودية ـ اليمنية نبرة من التمنن من أن السعودية داعمة لليمن اقتصاديا بينما حجم التعاون الاقتصادي لا يشكل سوى 5%  بينما الصين 21% والهند 12.1%  وعلى مدى 33 سنة من حكم صالح لليمن، كانت أغلب المشاريع الحيوية والخدمية في البلاد عبارة عن مساعدات أجنبية أغلبها مقدم من الصين والاتحاد السوفييتي سابقا واليابان والإمارات العربية المتحدة أغلب المساعدات المالية السعودية التي تبلغ 100 مليون دولار سنويا كانت لنظام علي عبد الله صالح وإبقاءه
هناك شكوك عند كثير من اليمنيين أن للسعودية دور في اغتيال إبراهيم الحمدي على الرغم أن الموضوع لم يتم البت فيه بشكل كامل وهو ماعبر عنه عدد من المتظاهرين في ميادين صنعاء عندما سألوا عن سبب رفعهم لصور الرئيس الحمدي من قبل مؤسسة جيمس تاون الاستخباراتية (بالإنجليزية: The Jamestown Foundation). تحسنت العلاقات نسبيا بسبب سياسة علي عبد الله صالح المداهنة للقبائل إلا أن سياسة صالح كانت براغماتية بامتياز وتوترت العلاقات عندما وقع صفقة سلاح مع الإتحاد السوفييتي بقيمة 600 مليون دولار رغم أنهم داعمي أعداءه في الجنوب وأبقى صالح على علاقاته الجيدة بالقبائل. تأثرت علاقات اليمن كثيرا بعد رفضه التصويت لصالح قرارات الأمم المتحدة وجامعة الدول العربية لجلب قوات أجنبية لتحرير الكويت من القوات العراقية عام 1990 تحسنت العلاقات بين نظام علي عبد الله صالح والسعودية وبالذات خلال نزاع صعدة ضد الحوثيين.
علاقة اليمن بعمان جيدة لكنها كانت سيئة مع اليمن الجنوبي الذي دعم ثورة ظفار ضد النظام السلطاني القائم في عمان فكانت علاقات اليمن الجنوبي متوترة مع جيرانه بسبب توجهه الماركسي
علاقات اليمن مع الولايات المتحدة باردة لعدم وجود تعاون عسكري وتجاري بين البلدين على الإطلاق إلا بعدأحداث 11 سبتمبر 2001 والسفير اليمني الحالي إلى الولايات المتحدة هوعبد الوهاب الحجري.
علاقات اليمن بشكل عام جيدة مع باقي الدول العربية وتحسنت العلاقات بشكل ملحوظ مع قطر عقب ثورة الشباب علاقة الإتحاد السوفييتي سابقا وروسيا جيدة مع اليمن رغم أن الروس كانوا يميلون لليمن الجنوبي أكثر لتركيبة نظامه وكان الاتحاد السوفييتي أول دولة تعترف بالجمهورية العربية اليمنية عند إعلان قيامها عام 1962
اليمن عضو في جامعة الدول العربية ومنظمة التعاون الإسلامي وحركة عدم الإنحياز واليمن بلد ضعيف الموارد النفطية رغم الفرص الأخرى الموجودة ليلعب دورا أكبر على الساحة الدولية لكن النزاعات الداخلية وعدم قدرة الحكومة على السيطرة على أراضيها، أبقت اليمن يدور في حلقة مفرغة

## التقسيمات الإدارية
تقسيمات اليمن الإدارية تقسم اليمن إلى تقسيمان رئيسيان هما (محافظة - مديرية)، وتلبغ عدد المحافظات إلى (20) محافظة بالإضافة إلى أمانة العاصمة (العاصمة صنعاء)، وتتكون المحافظة من عدد من المديريات، ويبلغ عدد المديريات في الجمهورية (333) مديرية.

## وصلات خارجية
- «حكومة اليمن» نسخة محفوظة 7 أغسطس 2019 على موقع واي باك مشين.
- موقع برلمان اليمن